# Matthias Weber (Basketballtrainer)
Matthias Weber (* 1977) ist ein deutscher Basketballtrainer.

## Leben
Weber war ab Mitte der 1990er Jahre Jugendtrainer beim TuS Bramsche, 1997 wechselte er zum TSV Quakenbrück, war dort ebenfalls im Nachwuchs- sowie 1998 auch Damenbereich tätig. In der Saison 1999/2000 gehörte er als Jugendtrainer zum Stab der BG’89 Rotenburg/Scheeßel und betreute im Spieljahr 2000/01 die Herrenmannschaft des SC Rasta Vechta (damals in der Regionalliga) als Trainer. In der Saison 2001/02 war Weber in der 2. Basketball-Bundesliga Assistenztrainer von Chris Fleming bei den Artland Dragons.
Von 2004 bis 2013 war er als Trainer des VfL Stade im Amt und führte die Mannschaft in seiner letzten Saison (2012/13) zum Aufstieg in die 2. Bundesliga ProB. Er wurde vom Basketballdienst eurobasket.com zum „Trainer des Jahres“ der Regionalliga Nord in der Saison 2012/13 gewählt. Parallel zu seiner Aufgabe in Stade wurde Weber 2010 in einer Vollzeitstelle Landestrainer des Niedersächsischen Basketballverbandes (NBV). 2013 schloss er eine Ausbildung an der Trainerakademie des Deutschen Olympischen Sportbund ab.
Im Sommer 2017 war Weber Co-Trainer der deutschen U19-Nationalmannschaft bei der Weltmeisterschaft in Ägypten.
Mit dem 1. Januar 2019 wechselte Weber vom NBV zum Deutschen Basketball Bund und übernahm dort das Amt des Disziplinchef und Bundestrainers für „3-gegen-3“.